# 馮懋仁
馮懋仁，山西蒲州人。明朝萬曆年間政治人物。
明穆宗隆慶四年（1570年）中式庚午科山西鄉試第一名舉人（解元）。明神宗萬曆年間，曾任河南偃師縣知縣。